# Lampronycteris brachyotis
El murciélago gorgiamarillo o murciélago orejón llanero (Lampronycteris brachyotis) es una especie de murciélago de Sudamérica y América Central, que se extiende desde el sur de México hasta Brasil. Pertenece a un género monotípico, Lampronycteris.